# Горња Волта на Летњим олимпијским играма 1972.
Горња Волта (данас Буркина Фасо) је први и једини пут учествовала на олимпијским играма под овим именом на Летњим олимпијским играма 1972. у Минхену. Представљао ју је један спортиста који се такмичио у атлетици.
После ових игара пропушта их следећа три пута, да би после промене имена у Буркина Фасо (1984) редовно учествовала од 1988. године.

## _Резултати

### Атлетика

#### Мушкарци
| Атлетичар    | Дисциплина | Група    | Група    | Четвртфинале         | Четвртфинале         | Полуфинале           | Полуфинале           | Финале               | Финале  | Детаљи |
| Атлетичар    | Дисциплина | Резултат | Место    | Резултат             | Место                | Резултат             | Место                | Резултат             | Место   | Детаљи |
| ------------ | ---------- | -------- | -------- | -------------------- | -------------------- | -------------------- | -------------------- | -------------------- | ------- | ------ |
| Андре Бикаба | 100 м      | 10,71    | 5 у гр.6 | Није се квалификовао | Није се квалификовао | Није се квалификовао | Није се квалификовао | Није се квалификовао | 50 / 92 |        |